# 安部恭弘
安部 恭弘（あべ やすひろ、1956年1月13日 - ）は、日本の歌手、作曲家、音楽プロデューサー。

## 経歴
東京都文京区出身。早稲田大学理工学部建築学科卒業。
建築士の家庭に生まれる。自身もかなり真剣に建築士の道を目指しており、大学も建築科を選択した。また、大学時代には家庭教師をしており、その教え子の一人が野々村真だった。
一方、高校時代に音楽に目覚め、大学時代より本格的にアマチュア音楽活動を始める。大瀧詠一は大学の先輩である。
早稲田大内の軽音楽サークルには傾向の合うものがなかったため参加せず、銀座のライブスポットで演奏をしていた他大学のサークルやアマチュアバンドに接触。その中で慶應義塾大学のサークルで活動していた杉真理、竹内まりやらと出会う。
音楽のジャンルではボサノヴァが好きで、初期にはボサノヴァのリズムをベースにした曲ばかり作曲していたため、「ボサアベ」というあだ名をつけられた。後年の稲垣潤一への代表的提供曲『ロング・バージョン』のリズムもやはりボサノヴァである。
大学在学中に、杉真理のバンド「リアルマッコイズ」の活動に参加。リアルマッコイズはやがて「杉真理&レッドストライプス」としてメジャーデビューを果たし、2枚のアルバムを発表するが、ヒットに恵まれず、杉の急病に伴い事実上の解散。
その後、ソロで出場した1977年のヤマハポピュラーソングコンテスト（通称ポプコン）第14回大会ではつま恋本選会まで進んだが、受賞は逃した。出場曲は後に佐々木幸男に提供し、EPO・東北新幹線（山川恵津子・鳴海寛のユニット）らがカバーする「セプテンバー・バレンタイン」だった。
大学卒業後、大手ゼネコンへ就職するが、音楽が忘れられず意を決して退職。しばらくの間はディレクターやスタジオミュージシャンとして、スタジオレコーディングを手掛けたり、他アーティストのライブにコーラスとして参加しつつ、前述の竹内や稲垣をはじめ、クリスタルキング、大橋純子等への作曲提供をしていた。
ポプコンやレッドストライプスでの挫折から、当初は作曲家・スタジオミュージシャンとしての活動に専念し、ソロアーティストとしての活動には消極的だったが、1981年の寺尾聰の「ルビーの指環」の大ヒットに触発されてデビューを決意した。
ステージ・パフォーマーとしてはギター、キーボードなどのプレイを披露。小田和正のバックバンド「Far East Club Band」にはギター&コーラスとして1990年から1992年にかけて参加した。
現在は、ライブを中心とした活動を行っている。

## 活動履歴
1982年11月、シングル『We Got It!／裸足のバレリーナ』で東芝EMIからデビュー。
当時同じ東芝EMIに在籍、1980年代に活躍したシティ・ポップのアーティストたちと共に「ニューウェイブ4人衆」（稲垣潤一、安部恭弘、鈴木雄大、井上鑑）と呼ばれ注目を浴びた。他の3人が相次ぎ他社へ移籍する中、安部は1988年まで東芝EMIに在籍した。
1983年3月、1stアルバム『Hold Me Tight』を発表。以後1995年までオリジナル・アルバム11枚発売。
1996年、芸名を「安部泰宏」へと改名。
1999年11月、村田和人・鈴木雄大・伊豆田洋之と音楽ユニット『A,M,S & I』を結成、アルバム『奇跡はここにあるのさ』をリリース。
2002年11月27日、デビュー20周年記念ミニ・アルバムとして7年振りにソロCD『4 New Comers』を発表。この際、芸名を「安部恭弘」へ戻す。
2003年3月・6月に、デビュー20周年記念ミニ・アルバム『HEAVEN ROSES』『CHRONICLE』をリリース。
2007年12月12日、過去に所属した全レコード会社音源からピックアップ、未発表音源・新録音・ライブ映像などを加えたデビュー25周年記念ベスト・アルバム「I LOVE YOU - 25th Anniversary of Yasuhiro Abe -」をリリース。
2015年10月4日、20年振りのフルアルバム『Time is』をリリース。

## ディスコグラフィー

### シングル
|                                                                                 | タイトル                                                                        | 発売日                                                                          | 形態                                                                            | 品番                                                                            | カップリング                                                                    | 備考 |
| EXPRESS ⁄ 東芝EMI（1982年-1988年） （MEG-CDの発売元はユニバーサルミュージック） | EXPRESS ⁄ 東芝EMI（1982年-1988年） （MEG-CDの発売元はユニバーサルミュージック） | EXPRESS ⁄ 東芝EMI（1982年-1988年） （MEG-CDの発売元はユニバーサルミュージック） | EXPRESS ⁄ 東芝EMI（1982年-1988年） （MEG-CDの発売元はユニバーサルミュージック） | EXPRESS ⁄ 東芝EMI（1982年-1988年） （MEG-CDの発売元はユニバーサルミュージック） | EXPRESS ⁄ 東芝EMI（1982年-1988年） （MEG-CDの発売元はユニバーサルミュージック） | EXPRESS ⁄ 東芝EMI（1982年-1988年） （MEG-CDの発売元はユニバーサルミュージック）                                               |
| ------------------------------------------------------------------------------- | ------------------------------------------------------------------------------- | ------------------------------------------------------------------------------- | ------------------------------------------------------------------------------- | ------------------------------------------------------------------------------- | ------------------------------------------------------------------------------- | --- |
| 1                                                                               | We Got It !                                                                     | 1982年11月01日                                                                  | 7inch                                                                           | ETP-17414                                                                       | 裸足のバレリーナ                                                                | 横浜ゴム「アスペック」CM曲（両曲共） A:松本隆-安部恭弘/清水信之（安部コーラスアレンジ） B:同                                  |
| 1                                                                               | We Got It !                                                                     | 2013年07月10日                                                                  | MEG-CD                                                                          | MEGTO-10499                                                                     | 裸足のバレリーナ                                                                | 横浜ゴム「アスペック」CM曲（両曲共） A:松本隆-安部恭弘/清水信之（安部コーラスアレンジ） B:同                                  |
| 2                                                                               | CAFE FLAMINGO                                                                   | 1983年02月01日                                                                  | 7inch                                                                           | ETP-17443                                                                       | STILL I LOVE YOU                                                                | 横浜ゴム「インテック」CM曲（両曲共） ニッポン放送「三宅祐司のヤングパラダイス」OPテーマ A:松本-安部/清水 B:松本-安部/難波弘之 |
| 2                                                                               | CAFE FLAMINGO                                                                   | 2013年07月10日                                                                  | MEG-CD                                                                          | MEGTO-10498                                                                     | STILL I LOVE YOU                                                                | 横浜ゴム「インテック」CM曲（両曲共） ニッポン放送「三宅祐司のヤングパラダイス」OPテーマ A:松本-安部/清水 B:松本-安部/難波弘之 |
| 3                                                                               | JULIET                                                                          | 1983年07月01日                                                                  | 7inch                                                                           | ETP-17510                                                                       | FUNNY LADY                                                                      | A:松本隆-安部恭弘/清水信之（安部コーラスアレンジ） B:同                                                                       |
| 3                                                                               | JULIET                                                                          | 2013年07月10日                                                                  | MEG-CD                                                                          | MEGTO-10497                                                                     | FUNNY LADY                                                                      | A:松本隆-安部恭弘/清水信之（安部コーラスアレンジ） B:同                                                                       |
| 4                                                                               | TIGHT UP                                                                        | 1984年02月01日                                                                  | 7inch                                                                           | ETP-17583                                                                       | You Can Change                                                                  | 2曲共アルバム未収録のシングルバージョン A:松本隆-安部恭弘/CHALIE CALELLO（安部コーラスアレンジ） B:同                         |
| 4                                                                               | TIGHT UP                                                                        | 2013年07月10日                                                                  | MEG-CD                                                                          | MEGTO-10496                                                                     | You Can Change                                                                  | 2曲共アルバム未収録のシングルバージョン A:松本隆-安部恭弘/CHALIE CALELLO（安部コーラスアレンジ） B:同                         |
| 5                                                                               | RAINY DAY GIRL                                                                  | 1984年06月21日                                                                  | 7inch                                                                           | ETP-17632                                                                       | トパーズ色の月                                                                  | 「トパーズ色の月」は横浜ゴム「GRAND PRIX EUROPE」CM曲 A:松本隆-安部恭弘/CHALIE CALELLO B:同                                   |
| 5                                                                               | RAINY DAY GIRL                                                                  | 2013年07月10日                                                                  | MEG-CD                                                                          | MEGTO-10495                                                                     | トパーズ色の月                                                                  | 「トパーズ色の月」は横浜ゴム「GRAND PRIX EUROPE」CM曲 A:松本隆-安部恭弘/CHALIE CALELLO B:同                                   |
| 6                                                                               | Double Imagination                                                              | 1984年09月29日                                                                  | 7inch                                                                           | ETP-17656                                                                       | 'Cause I Love You                                                               | 日産「スカイライン」CM曲 2曲共アルバム未収録のシングルバージョン A:松宮恭子-安部/清水 B:SANDY MUSE-安部/安部                  |
| 6                                                                               | Double Imagination                                                              | 2013年07月10日                                                                  | MEG-CD                                                                          | MEGTO-10494                                                                     | 'Cause I Love You                                                               | 日産「スカイライン」CM曲 2曲共アルバム未収録のシングルバージョン A:松宮恭子-安部/清水 B:SANDY MUSE-安部/安部                  |
| 7                                                                               | KISS MARK                                                                       | 1985年04月20日                                                                  | 7inch                                                                           | ETP-17710                                                                       | Heart Trick                                                                     | 「Heart Trick」はアルバム未収録のシングルバージョン                                                                           |
| 7                                                                               | KISS MARK                                                                       | 2013年07月10日                                                                  | MEG-CD                                                                          | MEGTO-10493                                                                     | Heart Trick                                                                     | 「Heart Trick」はアルバム未収録のシングルバージョン                                                                           |
| 8                                                                               | CLOSE YOUR EYES                                                                 | 1985年09月28日                                                                  | 7inch                                                                           | ETP-17772                                                                       | 裸足のバレリーナ（inst.ver）                                                    | 「CLOSE YOUR EYES」はアルバム未収録のシングルバージョン                                                                       |
| 8                                                                               | CLOSE YOUR EYES                                                                 | 2013年07月10日                                                                  | MEG-CD                                                                          | MEGTO-10492                                                                     | 裸足のバレリーナ（inst.ver）                                                    | 「CLOSE YOUR EYES」はアルバム未収録のシングルバージョン                                                                       |
| 9                                                                               | テネシー・ワルツ                                                                | 1986年04月23日                                                                  | 7inch                                                                           | ETP-17845                                                                       | PUMPS                                                                           | フジテレビ系「木曜ドラマストリート」主題歌                                                                                    |
| 9                                                                               | テネシー・ワルツ                                                                | 2013年07月10日                                                                  | MEG-CD                                                                          | MEGTO-10491                                                                     | PUMPS                                                                           | フジテレビ系「木曜ドラマストリート」主題歌                                                                                    |
| 10                                                                              | SHŌ-NEN                                                                         | 1986年09月29日                                                                  | 7inch                                                                           | ETP-17901                                                                       | ロング・バージョン                                                              | ロッテ「ビッグコーン」CM曲 |
| 10                                                                              | SHŌ-NEN                                                                         | 2013年07月10日                                                                  | MEG-CD                                                                          | MEGTO-10490                                                                     | ロング・バージョン                                                              | ロッテ「ビッグコーン」CM曲 |
| 11                                                                              | シュガーボーイでいてくれ                                                        | 1987年04月06日                                                                  | 7inch                                                                           | ETP-17947                                                                       | easy（inst.ver）                                                                | 「シュガーボーイでいてくれ」はアルバム未収録のシングルバージョン                                                              |
| 11                                                                              | シュガーボーイでいてくれ                                                        | 2013年07月10日                                                                  | MEG-CD                                                                          | MEGTO-10489                                                                     | easy（inst.ver）                                                                | 「シュガーボーイでいてくれ」はアルバム未収録のシングルバージョン                                                              |
| 12                                                                              | Memories                                                                        | 1988年05月25日                                                                  | 7inch                                                                           | RT07-2093                                                                       | Summertime In Blue-さよならの共犯者                                             | 「Summertime In Blue-さよならの共犯者」は アルバム未収録のシングルバージョン                                                  |
| 12                                                                              | Memories                                                                        | 1988年05月25日                                                                  | SCD                                                                             | XT10-2006                                                                       | Summertime In Blue-さよならの共犯者                                             | 「Summertime In Blue-さよならの共犯者」は アルバム未収録のシングルバージョン                                                  |
| 12                                                                              | Memories                                                                        | 2013年07月10日                                                                  | MEG-CD                                                                          | MEGTO-10488                                                                     | Summertime In Blue-さよならの共犯者                                             | 「Summertime In Blue-さよならの共犯者」は アルバム未収録のシングルバージョン                                                  |
| MOON/ALFA(MMG)（1990年-1993年）                                                 |                                                                                 |                                                                                 |                                                                                 |                                                                                 |                                                                                 | |
| 13                                                                              | みどり                                                                          | 1990年07月27日                                                                  | SCD                                                                             | AMDM-6014                                                                       | Save the Earth of MIDORI（inst.ver）                                            | 松尾一彦とのデュオ曲 |
| 14                                                                              | China Rain In Christmas                                                         | 1990年11月10日                                                                  | SCD                                                                             | AMDM-6025                                                                       | 12月の雪                                                                        | |
| 15                                                                              | Calling You                                                                     | 1991年11月28日                                                                  | SCD                                                                             | AMDM-6045                                                                       | ポーチの天使                                                                    | |
| 16                                                                              | 君に降る雪                                                                      | 1993年01月25日                                                                  | SCD                                                                             | AMDM-6070                                                                       | あざやかな横顔                                                                  | 「あざやかな横顔」は「プランタンなんば」CM曲                                                                                  |

## 出演

### テレビ
- 夜のヒットスタジオ（1986年5月14日初登場、フジテレビ）
- ときめき夢サウンド「爽快! 真夏のエレキ合戦」（1996年7月14日、NHK）
- ミュージック・モア（2019年4月6日、TOKYO MX）
- シティポップ・スタジオ（2023年11月11日、BS朝日）

### ラジオ
- DJステーション（1985年4月 - 9月、文化放送） - 木曜日担当
- FMナイトストリート 第1部「今日から明日へ」（1986年4月 - 9月、JFN） - 木曜日担当

## 主な楽曲提供
※安雲公亮は安部のペンネーム
- 相沢薫
  - 「TENDER IS THE NIGHT　夜はやさし」（作詞：小沢健二）
- 池田聡
  - 「アドレスのない手紙」（作詞：高柳恋）
- 稲垣潤一
  - 「ロング・バージョン」（作詞：湯川れい子）
  - 「恋のテクニック」（作詞：秋元康）
  - 「Everyday's Valentine～想い焦がれて～」（作詞：湯川れい子）
  - 「もう一度熱く」（作詞：来生えつこ）
  - 「愛のかたち」（作詞：秋元康）
  - 「602号室の吟遊詩人」（作詞：森雪之丞）
- 井上昌己
  - 「少し淋しいだけ」（作詞：古賀勝哉）
  - 「星空からのエレベーター」（作詞：松井五郎）
  - 「世界でひとつだけの涙」 （作詞：松井五郎）
- 岩崎宏美
  - 「愛という名の勇気」（作詞：大津あきら）
- 上田正樹
  - 「レフト・アローン 〜 I Miss You All」（作詞：売野雅勇）
- 江口洋介
  - 「WORLD WITHOUT LOVE〜Introduction」（作詞：江口洋介 / 作曲：安雲公亮）
- ELIKA
  - 「Birthdayはあなたと」（作詞：島影江里香）
  - 「君が部屋にやってくる!」（作詞：島影江里香）
- 大橋純子
  - 「シジフォスの朝」（作詞：三浦徳子）
  - 「夢の扉」 （作詞：松井五郎）
- 織田裕二
  - 「明日は解らぬ僕ですから」（作詞：織田裕二 / 作曲：安雲公亮）
- 甲斐智枝美
  - 「さよならサンセット」（作詞：伊藤アキラ）
  - 「あなたのランキング」（作詞：伊藤アキラ）
  - 「GIRL美しく」（作詞：岩沢律）
- 川島なお美
  - 「ラ・ボン・ベール」（作詞：秋元康）
- 神田正輝
  - 「マティーニの後で」（作詞：売野雅勇）
- 木田勇
  - 「青春・I TRY MY BEST」（作詞：山口洋子）
- 倉田まり子
  - 「Good Proportion」（作詞：康珍化）
- クリスタルキング
  - 「時流」（作詞：阿里そのみ）
  - 「朝焼けの街角」（作詞：阿里そのみ）
- Qlair
  - 「スノーブーツのWish」（作詞：西尾佐栄子）
  - 「ハッピーバースディ カウントダウン」（作詞：芹沢類）
  - 「うたたねのソファー」（作詞：西尾佐栄子）
- 小山水城
  - 「River Side Cafe」（作詞：横山恵）
- 彩恵津子
  - 「aloneの静けさ」（作詞：伊勢正三）※国吉良一とのアルバム「GENTLE COLOR」収録
  - 「INNER VOICE」（作詞：吉元由美）※「GENTLE COLOR」収録
  - 「サイドテーブルに好きと書いても」（作詞：伊勢正三）※「GENTLE COLOR」収録
  - 「朝陽にほほえんで」（作詞：吉元由美）※松原正樹とのアルバム「Gentle Voice」収録
  - 「純粋な大人になるために」（作詞：吉元由美）※「Gentle Voice」収録
- 佐々木幸男
  - 「セプテンバー・バレンタイン」（作詞：斉藤敦子）
- 椎名恵
  - 「風物語」（作詞：森瑤子）
- 島田奈美
  - 「にがいレモン」（作詞：松本隆）
- 清水綾子
  - 「青空」（作詞：只野菜摘）
  - 「ふたりの距離」（作詞：只野菜摘）
- 鈴木トオル
  - 「想像デート」（作詞：只野菜摘）
- 鈴木雅之
  - 「Long Run」（作詞：神沢礼江）
  - 「それでもふたり」 （作詞：大下きつま）
  - 「Re·mind（偶然君と…）」（作詞：鈴木雅之）
  - 「愛よ…」（作詞：神沢礼江）
  - 「微笑みを待ちながら」（作詞：神沢礼江）
  - 「くーな」（作詞：神沢礼江）
  - 「軽蔑」（作詞：神沢 礼江）
  - 「せつなくI Love You」（作詞：安藤秀樹）
  - 「君」（作詞：西尾佐栄子）
  - 「真夜中に輝いて」（作詞：神沢礼江）
  - 「びしょぬれBROKEN HEART」 （作詞：大下きつま）
  - 「逃亡者」（作詞：西尾佐栄子 / 作曲：安雲公亮）
  - 「底なしの海」 （作詞：大下きつま / 作曲：安雲公亮）
  - 「愛の掟」（作詞：大下きつま / 作曲：安雲公亮）
  - 「路 ～交差点～」（作詞：大下きつま / 作曲：安雲公亮）
  - 「10年」（作詞：大下きつま / 作曲：安雲公亮）
  - 「砂丘」（作詞：大下きつま / 作曲：安雲公亮）
  - 「Still Live In My Heart」（作詞：樋口了一 / 作曲：安雲公亮）
  - 「Turn off the light」 （作詞：松井五郎）
- 高橋ひとみ
  - 「X'mas Kissしてね」（作詞：松井五郎）
- 髙橋真梨子
  - 「Lovesick Highway」(作詞：嶺岸未来）
- 竹内まりや
  - 「五線紙」（作詞：松本隆）
  - 「ポートレイト」（作詞：竹内まりや）
- 立花理佐
  - 「月曜日に雨は降らない」（作詞：岩里祐穂）
- チン☆パラ
  - 「Let it go!」（作詞：中島大吾・菊川陽介、曲はチン☆パラとの共作）
  - 「Spiral Days」（作詞：橋口耕太、曲はチン☆パラとの共作）
  - 「Fly up high」（作詞：木村学）
  - 「Special Mind」（作詞：下山亮太・橋口耕太、曲はチン☆パラとの共作）
- つちやかおり
  - 「不思議な午後」（作詞：神田広美）
  - 「涙色のサンセット・ビーチ」（作詞：神田広美）
  - 「さよならは突然に」（作詞：神田ヒロミ）
- 円谷優子
  - 「イバラ姫」（作詞：康珍化）
  - 「満月」（作詞：康珍化）
- t2k
  - 「いつでもふたり」（作詞：津久井克行）
- とんぼ
  - 「よろしくサヨナラ」（作詞：遠藤幸三）
  - 「雨あがりの午後」（作詞：安部やすひろ）[1]
- 永尾美代子
  - 「雨のボートハウス」（作詞：三浦徳子）
  - 「Sea Wind」（作詞：三浦徳子）
- 中島ちあき
  - 「LOVE」（作詞/作曲：安雲公亮）
  - 「風にのせて」（作詞/作曲：安雲公亮）
  - 「BACK TO TOMORROW」（作詞：西尾佐栄子/作曲：安雲公亮）
  - 「MOONSHINE SERENADE」（作詞：西尾佐栄子/作曲：安雲公亮）
  - 「春が来たなら」（作詞：西尾佐栄子/作曲：安雲公亮）
  - 「Chain My Heart」（作詞：西尾佐栄子/作曲：安雲公亮）
  - 「欠けゆく月」（作詞：西尾佐栄子/作曲：安雲公亮）
  - 「笑顔になるために」（作詞：西尾佐栄子/作曲：安雲公亮）
  - 「Summer of Dream’99」（作詞/作曲：安雲公亮）
  - 「Interlude-感じさせて-」（作詞：西尾佐栄子/作曲：安雲公亮）
  - 「The Winding Road-時は過ぎても-」（作詞：西尾佐栄子/作曲：安雲公亮）
- 中原理恵
  - 「星のため息」（作詞：康珍化）
- 中山忍
  - 「瞳を閉じれば」（作詞：中山忍）　※中山忍 2ndアルバム「虹のリトグラフ」収録）
  - 「遠い夜空」（作詞：中山忍）　※七つ星 アルバム「聖夜七つ星」収録）
- 長山洋子
  - 「あきらかに愛になってた」（作詞：麻生圭子）
  - 「バナナフィッシュの日」（作詞：平井森太郎）
  - 「遠いラストサマー」（作詞：竹花いち子）
- 成田路実
  - 「South Of Eden」（作詞：真名杏樹）
- 二名敦子
  - 「ブギー・ボード」（作詞：三浦徳子）
  - 「トワイライト」（作詞：三浦徳子）
  - 「曇りのち”Easy”」（作詞：二名敦子）
  - 「One Way Love」（作詞：安藤芳彦）
- 野口五郎
  - 「哀愁」（作詞：古賀勝哉）
- 野崎沙穂
  - 「雨の夜にはワインを…」（作詞：秋元康）
- 野村宏伸
  - 「スウィート・レインは拒絶して」（作詞：康珍化）
  - 「どうってことないさ」（作詞：松井五郎）
  - 「246恋物語」（作詞：松井五郎）
- 畠田理恵
  - 「紫陽花」（作詞：Rie）
  - 「心の休日」（作詞：Rie）
- 浜本沙良
  - 「WONDER RAIN」（作詞：浜本沙良）
- 早見優
  - 「Sail In The Sunset」（作詞：竜真知子）
  - 「Someone's Boy」（作詞：竜真知子）
- 潘恵子
  - 「もう一度ボサノバ」（作詞：遠藤幸三）
  - 「シンガポール・タクシー」（作詞：田中のぶ）
- 平井菜水
  - 「耳をすまして」（作詞：芹沢類）
- 福永恵規
  - 「ジャスミンのつむじ風」（作詞：神沢礼江）
- 古尾谷雅人
  - 「ガラスの糸」（作詞：マノン・レスコー）
- ブレッド&バター
  - 「ばらけたイニシャル」（作詞：神沢礼江）
- 細坪基佳
  - 「瞳が忘れない」（作詞：芹沢和則 / 作曲：安雲公亮）
- 松崎しげる
  - 「Rainy Day」（作詞：吉田象 / 作曲：安雲公亮）
- 松本英子
  - 「realize」（作詞：乙武洋匡 / 作曲：安部泰宏）
- 真弓倫子
  - 「びしょ濡れのHONESTY」（作詞：高柳恋）
  - 「リハーサルは鏡の前で」（作詞：高柳恋）
- 真梨邑ケイ
  - 「エトランゼ・ブレイク」（作詞：有川正沙子）
  - 「Swingな思いつき」（作詞：有川正沙子）
- 三浦理恵子
  - 「天気雨の街から」（作詞：及川眠子）
- 水越恵子
  - 「幸せになって」（作詞：松井五郎）
- 観月ありさ
  - 「優しい手のひら」（作詞：夏実唯）
- 宮崎ますみ
  - 「放課後のスイミング」（作詞：川村真澄）
  - 「My Hometown」（作詞：西尾佐栄子）
- 村瀬由衣
  - 「優しさをふるいにかけて」（作詞：朝水彼方）
- 山根麻衣
  - 「THE 21'(Live To Be Wild)」（作詞：篠塚満由美）
  - 「光と風と波と」（作詞：山根麻衣）
- 吉田栄作
  - 「Graduation Day」（作詞：松井五郎）
- 吉野千代乃
  - 「泣かされるじゃない」（作詞：松井五郎）
- 和田加奈子
  - 「赤と黒」（作詞：松井五郎）
- 渡辺満里奈
  - 「See You」（作詞：沢ちひろ）
  - 「夜間遊泳」（作詞：渡辺満里奈）